# Eisuke Nakanishi
Eisuke Nakanishi (中西 永輔?, Nakanishi Eisuke; Suzuka, 23 giugno 1973) è un ex calciatore giapponese, di ruolo difensore.